# 頬部隙
頬部隙（きょうぶげき）とは、頬筋と咬筋の間にある脂肪分に富む組織隙。上方は頬骨側頭隙、後方は翼突下顎隙と交通している。